# Mauriciusbrug

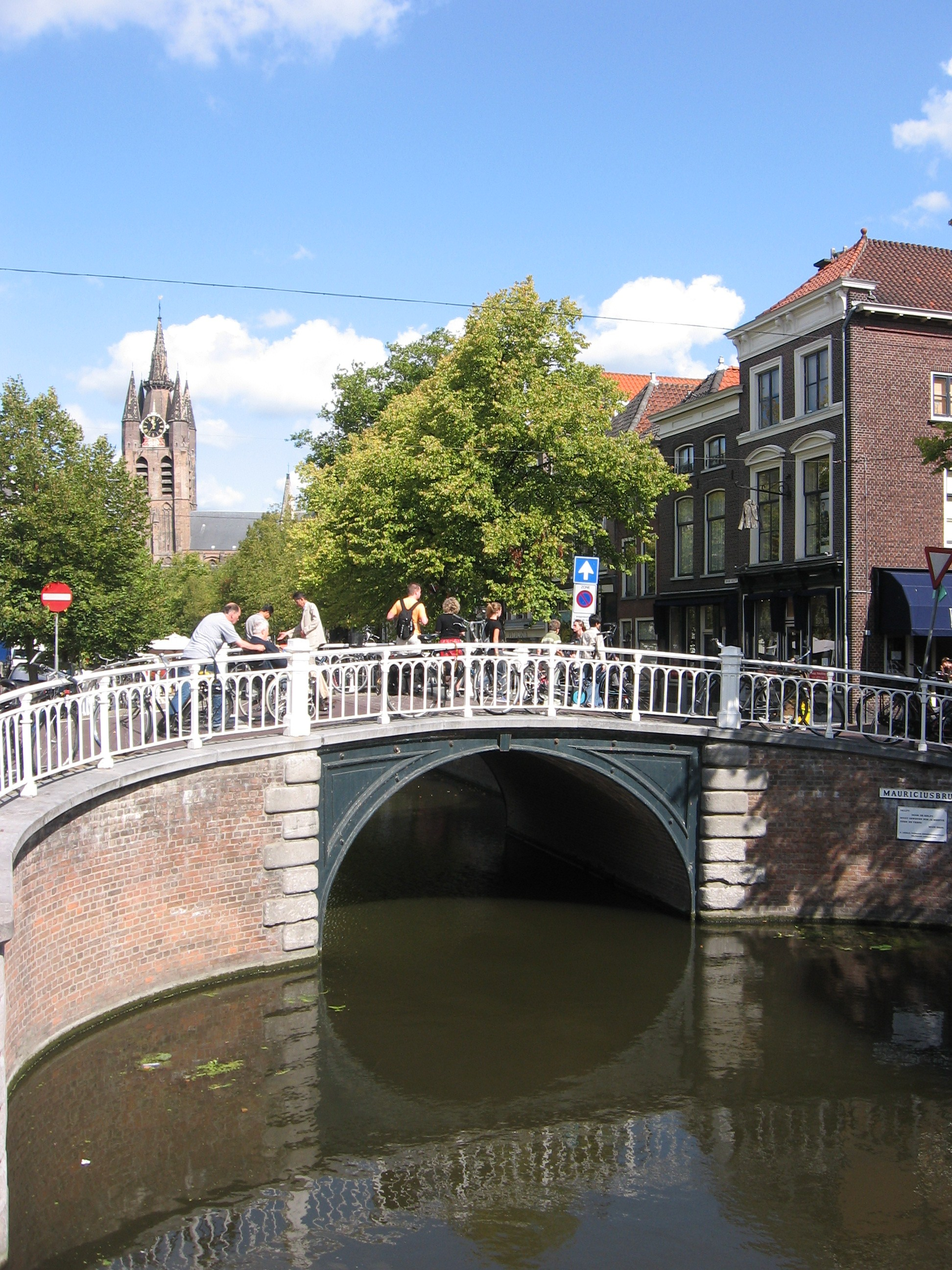
Mauriciusbrug

De Mauriciusbrug is een brug in de stad Delft, in de Nederlandse provincie Zuid-Holland. De boogbrug, vermoedelijk naar ontwerp van C.J. de Bruyn Kops, is gebouwd in de stijl van het eclecticisme rond 1872. De brug overspant de Oude Delft tussen de Binnenwatersloot en de Peperstraat. De laatste restauratie vond in 2000 plaats.